# Franz Rottensteiner
Franz Rottensteiner (* 18. Januar 1942 in Waidmannsfeld, Niederösterreich) ist ein österreichischer Publizist und Kritiker auf dem Gebiet der Science-Fiction und der Phantastik.

## Leben und Werk
Franz Rottensteiner studierte Publizistik, Anglistik und Geschichte an der Universität Wien und promovierte 1969. Nach einem dreiviertel Jahr im Bundesheer war er rund 15 Jahre als Bibliothekar und Redakteur am Österreichischen Institut für Bauforschung in Wien tätig. Daneben betreute er die Edition verschiedener phantastischer Buchreihen. In der Buchreihe Phantastische Wirklichkeit – Science Fiction der Welt im Insel-Verlag publizierte er von 1971 bis 1975 Autoren wie Herbert W. Franke, Stanislaw Lem, Philip K. Dick, Kobo Abe, Cordwainer Smith, Brian W. Aldiss und Arkadi und Boris Strugazki, oft erstmals in deutscher Sprache.
1973 publizierte er in New York eine Anthologie mit europäischer Science-Fiction unter dem Titel View From Another Shore, mit der dem US-amerikanischen Leser Autoren wie Stanislaw Lem, Josef Nesvadba, Gérard Klein oder Jean-Pierre Andrevon erstmals vorgestellt wurden; diese Zusammenstellung erschien auf Deutsch als Blick vom anderen Ufer.
Im Paul-Zsolnay-Verlag startete 1975 die Buchreihe Die phantastischen Romane, um Autoren wie Leo Perutz und Alexander Lernet-Holenia eine Wiederveröffentlichungsmöglichkeit zu bieten; Rottensteiner betreute diese Reihe bis 1982 und publizierte 27 Bände, darunter neben den genannten Autoren Nachdrucke von Anatole France, Karel Čapek, Paul Busson und Otto F. Beer, aber auch Erstveröffentlichungen von Max Ehrlich, Guy Endore oder Peter Straub. Die achtzehnbändige H.-G.-Wells-Edition bei Zsolnay wurde ebenfalls von ihm betreut; von 1979 bis 1985 machte er in dieser Edition sechs bislang unübersetzte Romane des berühmten Briten zugänglich.
1980 bis 1998 betreute er als Berater die Phantastische Bibliothek im Suhrkamp Verlag, die es auf rund dreihundertsechzig Taschenbücher brachte. Er ist Herausgeber von rund 50 Anthologien, verfasste zwei Bildbände, The Science Fiction Book (1975) und The Fantasy Book (1978) und arbeitete an zahlreichen Lexika der Science-Fiction und Fantasy mit. 1973 bis 1986 gab er die Buchreihe Polaris heraus, die in zehn Folgen phantastische Texte und Sekundärliteratur versammelte, und 1978 bis 1982 Sammlungen mit Gespenstergeschichten aus Polen, Österreich, England, Nordamerika und der Südsee. Von 1989 bis 1997 war er zusammen mit Michael Koseler Herausgeber des als Loseblattwerkausgabe erscheinenden Werkführer durch die utopisch-phantastische Literatur.
Ein intensiver, 1969 einsetzender Briefwechsel mit dem damals noch weithin unbekannten Stanislaw Lem führte zu einer langjährigen Freundschaft; Rottensteiner war in der Folge Lems literarischer Agent (außer für Deutschland) bis zum Jahre 1995, als der polnische Autor seinen Agenten verklagte (und den Prozess verlor).
Rottensteiner ist seit 1963 Herausgeber der Literaturzeitschrift Quarber Merkur, dem im deutschsprachigen Raum führenden Periodikum für die kritische und theoretische Auseinandersetzung mit der phantastischen Literatur. Bereits 1993 erhielt er dafür den Deutschen Fantasy-Preis. Anlässlich des Erscheinens der 100. Nummer wurde er 2004 mit dem Kurd-Laßwitz-Preis ausgezeichnet.
Für seine herausragenden Leistungen im Bereich der europäischen Science-Fiction wurde er 2020 von der European Science Fiction Society mit dem Titel „European Grand Master“ ausgezeichnet.

## Anthologien (Auswahl)
im Suhrkamp Verlag, wenn nicht anderes vermerkt
- Die Ratte im Labyrinth. Insel Verlag, 1971.
- Pfade ins Unendliche. Insel Almanach auf das Jahr 1972. Insel Verlag, 1971.
- Blick vom anderen Ufer. 1977.
- Das Mädchen am Abhang. 1979.
- Die andere Zukunft. 1982.
- Das große Buch der Märchen, Sagen und Gespenster. Fischer, 1982.
- Phantastische Träume. 1983.
- Phantastische Welten. 1984.
- Die Ermordung des Drachen. Insel Verlag, 1985.
- Phantastische Aussichten. 1985.
- Phantastische Zeiten. 1986.
- Seltsame Labyrinthe. 1987.
- Der Eingang ins Paradies. 1988.
- Arche Noah. 1989.
- Phantastische Begegnungen. 1990.
- Die Sirene und andere phantastische Erzählungen. 1990.
- Verführung. Eichborn Verlag, 1993.
- Phantastisches aus Österreich. 1995.
- Weltuntergänge en gros. Ablaufdatum 31.12.2000: Die Prophezeiungs-Falle. Aarachne Verlag, Wien 1999.
- Weltuntergänge en detail. Ablaufdatum 31.12.2000: Die Prophezeiungs-Falle. Aarachne Verlag, Wien 1999.
- mit Erik Simon: Tolkiens Geschöpfe. Heyne Verlag, 2003
- mit Erik Simon: Revanche! Zukunftskrieg und Wiederaufstieg zu alter Macht im deutschsprachigen Zukunftsroman der Zwischenkriegszeit, Lüneburg: Dieter von Reeken, 2019

## Sachbuch
- The Science Fiction Book. 1975.
- The Fantasy Book. 1978.
- Quarber Merkur. 1979 (ausgewählte Aufsätze aus der gleichnamigen Literaturzeitschrift)
- Über H. P. Lovecraft. 1984.
- (Hrsg.) Die dunkle Seite der Wirklichkeit: Aufsätze zur Phantastik. 1987.
- als Herausgeber: Werkführer durch die utopisch-phantastische Literatur. Corian, Meitingen 1989 ff, ISBN 3-89048-800-5. (Loseblatt-Ausgabe)
- Der Einsiedler von Providence. Lovecrafts ungewöhnliches Leben. (= Phantastische Bibliothek. Band 290; = Suhrkamp-Taschenbuch 1626). Suhrkamp, Frankfurt am Main 1992, ISBN 3-518-38126-1. (Aufsatzsammlung zum Thema H. P. Lovecraft)
- H. P. Lovecrafts kosmisches Grauen. (= Phantastische Bibliothek, Band 344; = Suhrkamp-Taschenbuch 2733). Suhrkamp, Frankfurt am Main 1997, ISBN 3-518-39233-6.
- Beiträge in Klaus-Peter Walter (Hrsg.): Reclams Krimi-Lexikon. Autoren und Werke. Philipp Reclam Jun., Stuttgart 2002, ISBN 3-15-010509-9.
- mit Paolo Mantegazza und Dieter von Reeken (Hrsg.): Das Jahr 3000. Ein Zukunftstraum. Neuausgabe der Auflage von Jena 1897 in der Übersetzung von Willy Alexander Kastner. Dieter von Reeken, Lüneburg 2012, ISBN 978-3-940679-67-3.
- Im Labor der Visionen. Anmerkungen zur phantastischen Literatur. 19 Aufsätze und Vorträge aus den Jahren 2000–2012. Dieter von Reeken, Lüneburg 2013, ISBN 978-3-940679-72-7.